# Ракотонирина, Жан-Марк
Жан-Марк Ракотонирина (фр. Jean Marc Rakotonirina, род. 7 ноября 1981, Антананариву) — мадагаскарский шоссейный велогонщик.

## Карьера
Жан-Марк, продавец оборудованием по профессии, начал заниматься велоспортом в 1990-х годах недалеко от Цируанумандиди. В 2008 году присоединился к сборной Мадагаскара по шоссейному велоспорту. В 2011 году был включён в состав сборной для участия в Играх островов Индийского океана, однако был вынужден отказаться от участия после серьёзного вывиха левого плеча на уровне ключицы. Вернувшись к соревнования в 2013 году, ему удалось занять третье место на этапе Тура Мадагаскара.
В 2014 году отметился тремя победами на местных гонках. На следующий, 2015 год, выиграл региональный чемпионат Аналаманги, а также этап на гонки Trophée des As. В 2016 году он отличился, выиграв седьмой этап Тура Мадагаскара.
В 2017 году на чемпионате Мадагаскара стал чемпионом в индивидуальной гонке и занял третье место в групповой гонке. В 2018 году сохранил свой титул чемпиона Мадагаскара в индивидуальной гонке, победив Жана Ракотондрасоа, легенду мадагаскарского велоспорта. В том же году он выиграл Trophée Tafita.
В июле 2019 года на Играх островов Индийского океана завоевал бронзовую медаль в командной гонке. 

## Достижения
2015
Champion de l'Analamanga
1-й этап (ITT) на Trophée des As
2016
7-й этап на Тур Мадагаскара
2017
 Чемпион Мадагаскара — индивидуальная гонка
3-й на Чемпионат Мадагаскара — групповая гонка
2018
 Чемпион Мадагаскара — индивидуальная гонка
Trophée Tafita
2019
 Игры островов Индийского океана — командная гонка